# Juegos sagrados (serie de TV)
Juegos sagrados es una serie de suspenso India (thriller televisivo) basada en Vikram Chandra 2006, novela del mismo nombre. Es la primera serie original de Netflix en India, fue dirigida por Vikramaditya Motwane y Anurag Kashyap, quién la produjo a través de Phantom Films. La novela fue adaptada por Varun Grover, Singh, y Vasant Nath. Kelly Luegenbiehl, Erik Barmack, y Motwane fueron los productores ejecutivos.
Sartaj Singh (Saif Ali Khan) es un agente de policía conflictivo de Mumbai que recibe una llamada telefónica de un mafioso, Ganesh Gaitonde (Nawazuddin Siddiqui), quién le dice que salve la ciudad en 25 días. La serie relata los acontecimientos que siguen. Otros miembros del reparto son Radhika Apte, Girish Kulkarni, Neeraj Kabi, Jeetendra Joshi, Rajshri Deshpande, Karan Wahi, Aamir Bashir, Jatin Sarna, Elnaaz Norouzi, Pankaj Tripathi, Amey Wagh, y Kubbra Sait.
El desarrollo de Juegos Sagrados empezó después de que Erik Barmack, el vicepresidente de Netflix, contactó a Motwane para crear contenido indio para la plataforma en 2014. Optaron para adaptar la novela de Chandra en la lengua india local, con lo que Motwane estuvo de acuerdo. Después de completar el guion, Motwane invitó a Kashyap a codirigir; Motwane dirigió las secuencias de Singh, mientras que Kashyap dirigió las de Gaitonde. Swapnil Sonawane fue el director de fotografía para Motwane, mientras que Sylvester Fonseca y Aseem Bajaj filmaron las escenas que dirigió Kashyap. Aarti Bajaj era el editor, y Alokananda Dasgupta compuso la puntuación de fondo.
Los primeros cuatro episodios de Juegos Sagrados fueron estrenados el 29 de junio de 2018, con la temporada de ocho episodios que se lanzó en Netflix el 6 de julio a través de 191 países. Se subtituló en más de 20 lenguas. La mayoría de las reseñas de los críticos fueron positivas, elogiando particularmente las actuaciones y el guion. La segunda temporada fue estrenada el 15 de agosto de 2019.

## Premisa
Sartaj Singh es un inspector de policía conflictivo de Mumbai, que busca reconocimiento de la fuerza policial, no obstante la aborrece para su corrupción. Recibe una llamada de teléfono anónima de Ganesh Gaitonde, un criminal conocido que desapareció por 16 años. Le dice a Singh que salve la ciudad en 25 días, lo cual inicia una cadena de acontecimientos que cava hondo en los bajos fondos oscuros de India. En el viaje, Singh es ayudado por el agente Anjali Mathur del ala de Investigación y Análisis mientras que los flashbacks detallan los orígenes de Gaitonde y cómo llegó al poder como señor del crimen de Mumbai. En la primera temporada Singh sigue tratando de descubrir pistas sobre el pasado de Gaitonde y al mismo tiempo aprender sobre la conexión entre Gaitonde y su padre.
En la segunda temporada, la historia de Gaitonde continúa en flashbacks lo cual otra vez afecta las cosas en el presente para Sartaj. Sartaj finalmente descubre la existencia de un ashram del que su padre alguna vez fue parte y se entera de sus planes apocalípticos para crear un nuevo mundo de paz y sin conflictos. En flashback, se muestra la reunión de Gaitonde con Guruji, además de cómo se convirtió en parte del ashram y sus actividades con ellos. También se explora como Gaitonde fue al mismo tiempo utilizado por el oficial Raw Yadav que intenta mantener vivo al rival archienemigo de Gaitonde, Suleiman Isa - para la consternation de este último - para que ella pueda finalmente capturar y matar al peligroso extremista Shahid Khan quién esconde sus los planes para aniquilar India.

## Episodios
Existen dos temporadas, cada una consta de ocho episodios, que han sido emitidos. Se estrenó la primera temporada el 6 de julio de 2018 en Netflix, mientras que la segunda temporada fue lanzada el 15 de agosto de 2019.

## Producción
Erik Barmack, el vicepresidente de Netflix, descubrió esta novela policíaca de Vikram Chandra en 2006, Juegos Sagrados, mientras buscaban contenido para la audiencia india y global. Lo llamó "una propiedad interesante" y decidió adaptarla en la lengua india. Decidieron acercarse a Phantom Films mientras buscaban un director y productor para la serie. En 2014, el escritor y director Vikramaditya Motwane se encontró con el equipo de Netflix durante su visita a Los Ángeles. Motwane había leído la novela anteiror de Chandra Love and Longin in Bombay, Amor y Anhelo en Bombay, en la que se familiarizó con el personaje de Sartaj Singh . Después de la reunión, leyó Juegos Sagrados y pensó que era "genial". Dijo que lo mejor para él era que lo quisieran hacer en hindi y no en inglés, cuando, según él "grabarlo en inglés puede parecer muy falso a veces." Empezó a trabajar en la adaptación de la novela con el escritor Varun Grover y describió el proceso como el "reto más grande".
Motwane dijo que el formato de serie digital era "liberador" ya que le permitía contar historias que "no tienen que ser contadas en dos horas y media con un intervalo y tres canciones." Inicialmente, Motwane consideró traer directores diferentes para cada episodio: "A medida que nos acercamos a la producción, nos dimos cuenta de que las fechas estaban en conflicto y que era una pesadilla general [..]." Sugirió que Anurag Kashyap codirija la serie con él, ya que Motwane sintió que dos "voces distintas" eran esenciales para las "pistas paralelas" de la historia. Kashyap dijo que sintió "orgullo " por la oportunidad ya que estaba fascinado con la serie . Kashyap había leído la novela en 2006 cuándo fue lanzada. En 2014 , AMC se le acercó a Scott Producciones Libres para dirigir una serie en inglés. Kashyap había rechazado la oferta, ya que no quiera "cualquier cosa sobre India en inglés". Motwane y sus escritores le dieron los guiones a Chandra para que les enviara sus comentarios. "Chandra es tan intenso con la investigaciónque no tuvimos que buscar otro investigador, solo tuvimos que hacerle preguntas." La serie fue escrita por Grover, Smita Singh, y Vasant Nath. Una de las escritoras, Smita Singh, dijo que en 2016, Phantom Filma les pidió que adaptaran la novela y "que tenía que ser apasionante y lenta". La investigación fue encabezada por Smita Nair y Mantra Watsa, quién resumió cada capítulo y convirtió un "guion complejo a uno de fácil acceso" para los escritores. El guion entero estuvo completo en un año. Nath dijo que en el principio del proceso de escritura quitaron algunos personajes importantes del original y trajeron otros nuevos. Es la primera serie original india para Netflix.
Los títulos de los episodios están inspirados en la mitología hindú. El primer episodio fue titulado "Aswatthama", de basó en el personaje tocayo de la épica sánscrita Mahabharata. Fue maldecido con la inmortalidad por Krishna después de la  guerra Kurukshetra. En la serie, Gaitonde se llama inmortal como Ashwatthama, pero más tarde se suicida . "Halahala" es otro episodio que lleva el nombre de un veneno, que fue recuperado de Samudra manthan. Aatapi y Vatapi eran dos demonios que solían engañar a los viajeros con hospitalidad y luego los mataban. Brahmahatya significa matar a un Brahmin, lo cual es un delito en Hinduismo. En el episodio, el Hindú Gaitonde acepta tratar de atraer votos musulmanes para el Hindú político Bhosale. Se hace referencia a Sarama como a un perro. Pretakalpa aprende los ritos de un Hindú para realizar las cremaciones. En este episodio, Katekar es asesinado y Sartaj lo incinera. Rudra es la versión enfadada de Shiva. La esposa de Gaitonde, Subhadra, es asesinada en este episodio; toma venganza asesinando a sus asesinos. Yayati era el rey maldecido con vejez prematura. La secuencia del título, el logotipo, y los diseños del título fueron realizados por el diseñador gráfico Aniruddh Mehta y Plexus, en el laboratorio de movimiento con sede en Mumbai, quien se inspiró en la mitología hindú para los diseños. Mehta dijo que cada emblema era una versión contemporánea de "historias de   antiguas escrituras Hindúes, mandala que mezclaban elementos de diseño moderno con personajes de la Civilización del Valle  Indus".
Se hicieron varios cambios mientras el equipo adaptaba la novela como una serie. El personaje de Kuckoo, una mujer transgénero, se menciona de pasada, como una bailarina de la que un policía se enamoró. Un agente narra esto a Sartaj, describiendo a Kuckoo como "hermosa como una manzana de Cachemira". En la serie, Kuckoo es un personaje más amplio y se lo muestra como el interés amoroso de Gaitonde. De modo parecido, el personaje de Malcolm Murad, a quién se lo menciona una vez en la novela, tiene un papel más amplio como asesino. Se hicieron algunos cambios más. En la novela, los disturbios fueron parte de la historia, mientras que en la serie, están narrados por Gaitonde en destellos.

### Casting y personajes

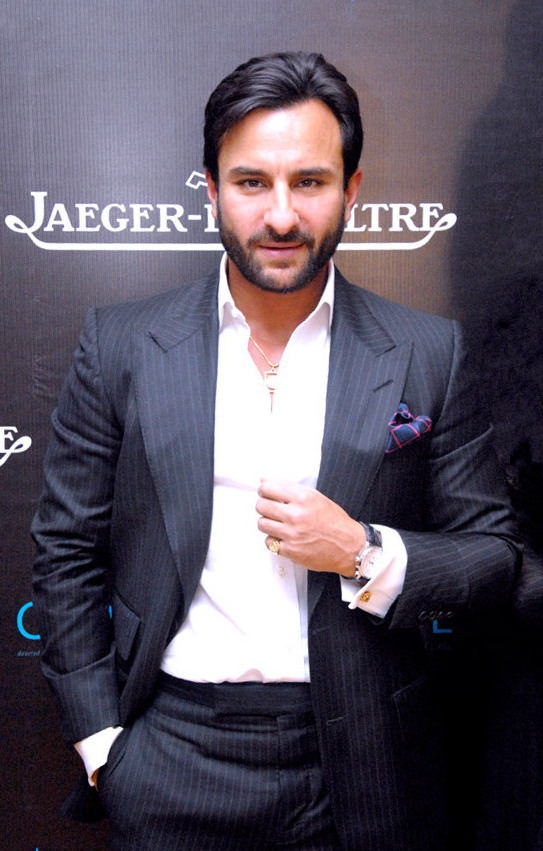
La serie marcó la primera aventura del actor Saif Ali Khan en televisión

Varios personajes en la serie hablan diferentes lenguas indias como el hindi, Marathi, Punjabi y Gujarati. Kashyap mencionó que da un "sentido real de lo qué India es". Saif Ali Khan llamó la serie un experimento y dijo que él accedió a hacerlo porque "las personas están dispuestas a mirar programas de otros países con subtítulos, porque las historias buenas transcienden fronteras." Khan encontró un "arco interesante" en el personaje de Sartaj Singh y lo llamó "preocupado y sincero". Dijo que leyó fragmentos de la novela, pero más tarde se dio cuenta de que no lo ayudó a encontrar lo que buscaba como actor. Radhika Apte desempeñó el rol de Research and Analysis Wing (RAW) oficial Anjali Mathur. Apte llamó su carácter un "completamente ningún-barbaridad, mujer centrada quien altamente ha respetado en su campo y por su peers." Mencione que su carácter no es glamourised a diferencia de la película de hindi es describir un agente CRUDO y no leyó la novela. Kashyap Dijo que la novela es aproximadamente "cómo Bombay devenía Mumbai" y la serie da "un sentido de la ciudad, donde provenga y donde es hoy."